# Годзёме
Годзёме (яп. 五城目町 Годзё:мэ-мати) — посёлок в Японии, находящийся в уезде Минамиакита префектуры Акита. Площадь посёлка составляет 214,94 км², население — 9726 человек (1 августа 2014), плотность населения — 45,25 чел./км².

## Географическое положение
Посёлок расположен на острове Хонсю в префектуре Акита региона Тохоку. С ним граничат город Акита, посёлки Хатирогата, Икава, Митане и сёла Огата, Камикоани.

## Население
Население посёлка составляет 9726 человек (1 августа 2014), а плотность — 45,25 чел./км². Изменение численности населения с 1980 по 2005 годы:
| 1980 | 15 953 чел. |  |
| 1985 | 15 047 чел. |  |
| 1990 | 14 161 чел. |  |
| 1995 | 13 371 чел. |  |
| 2000 | 12 372 чел. |  |
| 2005 | 11 678 чел. |  |

## Символика
Деревом посёлка считается криптомерия, цветком — Lilium auratum, птицей — Cettia diphone.